# ラピーア郡 (ミシガン州)
ラピーア郡（英: Lapeer County）は、アメリカ合衆国ミシガン州ロウアー半島の東部、半島をミトンに譬えたときに親指の付け根に位置する郡である。2010年国勢調査での人口は88,319人であり、2000年の87,904人から0.5%増加した。郡庁所在地はラピーア市（人口8,841人）であり、同郡で人口最大の都市でもある。デトロイト都市圏に属するが、フリント都市圏に入っているとも考えられる。
ラピーア郡は1822年9月18日に創設され、1835年2月2日に完全に組織化された。郡名はフランス語のla pierre を英語化したものであり、「火打石」を意味している。

## 歴史
ラピーア郡はかつて北西部領土に属していた。連合規約の下、1787年7月13日にアメリカ合衆国議会で通過したこの条例によって、オハイオ川より北西にある領土全体が北西部領土として組織化された。ただし、この時点ではまだイギリスが占領していた。現在ラピーア郡となっている領域は当初、アンソニー・ウェイン将軍に因んだ命名であるウェイン郡に属していた。当初のウェイン郡は1796年8月11日に設立され、ミシガン州のロウアー半島全体と、オハイオ州やインディアナ州の北部を含み、さらにウィスコンシン州やイリノイ州まで伸びていた。
ラピーア郡の領域は1800年5月7日にロウアー半島全体を含むインディアナ準州の一部となった。オハイオ州とインディアナ州が州に昇格した後にミシガン準州が形成された。1820年1月、オークランド郡が設立された。1822年9月18日、ルイス・カス準州知事がラピーア郡の領域を設定したが、正式に組織化されるまでオークランド郡の一部とされた。1835年2月2日、ラピーア郡が正式に組織化された。1837年に行われた郡役人を選ぶ最初の選挙では520人が投票した。
ラピーア郡初の開拓者は1804年2月11日にコネチカット州コーンウォールで生まれたアルビン・N・ハートだった。ハートは1831年にラピーアに入り、1833年11月8日のラピーア村の区画割を行った。その区画は1833年12月14日、オークランド郡の陪席判事バグリーによってポンティアックで登録された。ハートは1843年にラピーア、オークランド、ジェネシー、シアワシー、タスコラ、サギノー各郡とアッパー半島全体選出の州議会上院議員となった。デトロイトからランシングに州都を移すときの提唱者でもあった。
1830年代から1870年まで製材業が郡の主要産業だったが、領域にあった森の大半が伐採されてしまうと、農業経済に移行した。2010年10月26日、郡はカレグノンディ水公社の設立メンバーとなった。

## 地理
アメリカ合衆国国勢調査局に拠れば、郡域全面積は663.08平方マイル (1,717.4 km2)であり、このうち陸地654.20平方マイル (1,694.4 km2)、水域は8.88平方マイル (23.0 km2)で水域率は1.34%である。ラピーア郡は地理的に南西にあるオークランド郡と大変似ているが、ラピーア郡の方が田園が多い。「親指」と呼ばれるヒューロン湖に突き出る半島を構成する5郡の1つであり、またフリント/トリシティーズ地域に属してもいる。

### 主要高規格道路
- 州間高速道路69号線
- ミシガン州道24号線
- ミシガン州道53号線
- ミシガン州道90号線

### 隣接する郡
- サニラック郡 - 北東
- タスコラ郡 - 北西
- セントクレア郡 - 東
- ジェネシー郡 - 西
- マコーム郡 - 南東
- オークランド郡 - 南西

## 人口動態
以下は2000年の国勢調査による人口統計データである。
| 基礎データ - 人口: 87,904人 - 世帯数: 30,729 世帯 - 家族数: 23,876 家族 - 人口密度: 52人/km2（134人/mi2） - 住居数: 32,732軒 - 住居密度: 19軒/km2（50軒/mi2） 人種別人口構成 - 白人: 96.17% - アフリカン・アメリカン: 0.82% - ネイティブ・アメリカン: 0.38% - アジア人: 0.39% - 太平洋諸島系: 0.01% - その他の人種: 1.07% - 混血: 1.16% - ヒスパニック・ラテン系: 3.11% 先祖による構成 - ドイツ系：24.2% - イギリス系：11.8% - アメリカ人：9.7% - アイルランド系：9.6% - ポーランド系：9.4% 言語による構成 - 英語：95.9% - スペイン語：2.6% | 年齢別人口構成 - 18歳未満: 28.0% - 18-24歳: 7.7% - 25-44歳: 31.0% - 45-64歳: 23.8% - 65歳以上: 9.6% - 年齢の中央値: 36歳 - 性比（女性100人あたり男性の人口） - 総人口: 102.4 - 18歳以上: 101.1 世帯と家族（対世帯数） - 18歳未満の子供がいる: 38.3% - 結婚・同居している夫婦: 65.7% - 未婚・離婚・死別女性が世帯主: 8.1% - 非家族世帯: 22.3% - 単身世帯: 18.5% - 65歳以上の老人1人暮らし: 6.9% - 平均構成人数 - 世帯: 2.80人 - 家族: 3.19人 | 収入と家計 - 収入の中央値 - 世帯: 51,717米ドル - 家族: 57,817米ドル - 性別 - 男性: 47,506米ドル - 女性: 26,385米ドル - 人口1人あたり収入: 21,462米ドル - 貧困線以下 - 対人口: 5.4% - 対家族数: 3.8% - 18歳未満: 5.7% - 65歳以上: 7.5% |

## 郡政府
郡政府は郡監獄の運営、地方道の維持、地方裁判所の運営、権利譲渡と抵当権設定記録など重要記録の維持、公衆衛生規制の管理、福祉など社会サービスの項目で州の施策への参加を行う。郡政委員会は予算を管理するが、法や条例を作るのは限定付き権限である。ミシガン州では、警察と消防、建設と区画割、税評価、街路維持など地方政府の大半機能は個々の都市と郡区の責任である。

## 郡区
ラピーア郡は下記18の郡区に分割されている。
| - アルモント - アーカディア - アッティカ - バーリントン - バーンサイド | - ディアフィールド - ドライデン - エルバ - グッドランド - ハドリー | - インレイ - ラピーア - マラソン - メイフィールド | - メタモラ - ノースブランチ - オレゴン - リッチ |

## 都市と町
| 都市 - ブラウンシテ - 大半は隣接のサニラック郡内 - インレイシティ - ラピーア - 郡庁所在地 | 村 - アルモント - クリフォード - コロンビアビル - ドライデン - メタモラ - ノースブランチ - オッターレイク | 未編入の町 - アッティカ - バーンズレイク・ミラーズレイク - バーンサイド - エルバ - ファーマーズクリーク - ファイブレイクス - グッドランド | - ハドリー - ハンターズクリーク - カーヒル - キングスミル - ラム - シルバーウッド - ソーンビル |

## 歴史銘板
郡内には13か所に公式の州指定歴史銘板がある
- コロンビアビル駅
- カリアー邸
- ドライデン駅
- ジェネラルスカイアー公園
- グラントランク駅 / インレイシティ
- ヘンリー・スティーブンス記念図書館
- 婦人図書館ホール
- ラピーア郡
- ラピーア公共図書館
- パイオニア・バンク
- セントパトリック教会、クリフォード
- ユナイテッド・メソジスト教会、コロンビアビル
- ウィリアム・ピーターの邸宅